# Житомирская фабрика музыкальных инструментов
Житомирская фабрика музыкальных инструментов — промышленное предприятие в городе Житомир Житомирской области Украины.

## История

### 1936 - 1991
Производство музыкальных инструментов было создано в Житомире в 1936 году на базе ранее существовавшей деревообрабатывающей артели, в ходе индустриализации 1930-х годов расширенной и преобразованной в фабрику. Первой её продукцией стали баяны.
В ходе Великой Отечественной войны 9 июля 1941 года Житомир был оккупирован наступавшими немецкими войсками, 12 ноября 1943 года - освобождён советскими войсками. В ходе боевых действий и немецкой оккупации предприятие пострадало, а при отступлении было полностью разрушено гитлеровцами.
В августе 1944 года фабрика возобновила работу, а в ходе пятой пятилетки (1950 - 1955 гг.) она была оснащена новой техникой. После завершения реконструкции, фабрика стала выпускать свыше тысячи баянов и гармоней в год.
Весной 1970 года за успешное выполнение плановых производственных показателей фабрика была награждена Ленинской юбилейной Почётной грамотой, а ряд наиболее отличившихся работников был награждён ленинскими юбилейными медалями. В 1970-е годы на фабрике работали 1200 человек, которые выпускали до 1000 баянов и до 400 гармоней в месяц, а также детские игрушки, электробаяны и холодильники (начинку для которых делали на житомирском заводе "Электроизмеритель").
Основной продукцией фабрики являлись баяны и гармони (которые продавались в СССР и экспортировались в другие страны), но в мае 1985 года было утверждено решение о выделении средств на реконструкцию фабрики в 1986 - 1987 гг. для освоения производства гитар.
В целом, в советское время фабрика входила в число ведущих предприятий города.

### После 1991
После провозглашения независимости Украины государственное предприятие было преобразовано в открытое акционерное общество. В мае 1995 года Кабинет министров Украины утвердил решение о приватизации фабрики.
По состоянию на начало 2008 года фабрика по-прежнему входила в число действующих предприятий города
В дальнейшем, предприятие было перерегистрировано как общество с ограниченной ответственностью. По состоянию на начало марта 2012 года помещения фабрики сдавали в аренду, но было объявлено о намерении возобновить здесь выпуск музыкальных инструментов. В апреле 2017 года численность рабочих фабрики составляла 12 человек, основным направлением деятельности являлся ремонт ранее выпущенных музыкальных инструментов.